# آلبرت جنکینز (بازیکن فوتبال)
آلبرت جنکینز (انگلیسی: Albert Jenkins؛ ۸ ژانویه ۱۸۶۱ – ۲۲ اکتبر ۱۹۴۰) بازیکن فوتبال اهل بریتانیا بود.
از باشگاه‌هایی که در آن بازی کرده‌است می‌توان به باشگاه فوتبال دونکستر راورز اشاره کرد.